# Треска за лалета
„Треска за лалета“ (на английски: Tulip Fever) e историческа романтична драма от 2017 г. на режисьора Джъстин Чадуик, по сценарий на Дебора Могак и Том Стопард, адаптиран е върху едноименния роман от 1999 г., написан от Дебора Могак. Във филма участват Алисия Викандер, Дейн Дехан, Джак О'Конъл, Холидей Грейнджър, Том Холандър, Матю Морисън, Кевин МакКид, Дъглас Ходж, Джоана Сканлън, Зак Галифианакис, Джуди Денч и Кристоф Валц.
Това е последният филм на „Уейнщайн Къмпани“, който подаде молба за фалит след поредица от дела за сексуално посегателство срещу съоснователя Харви Уайнщайн.